# Zakoeski

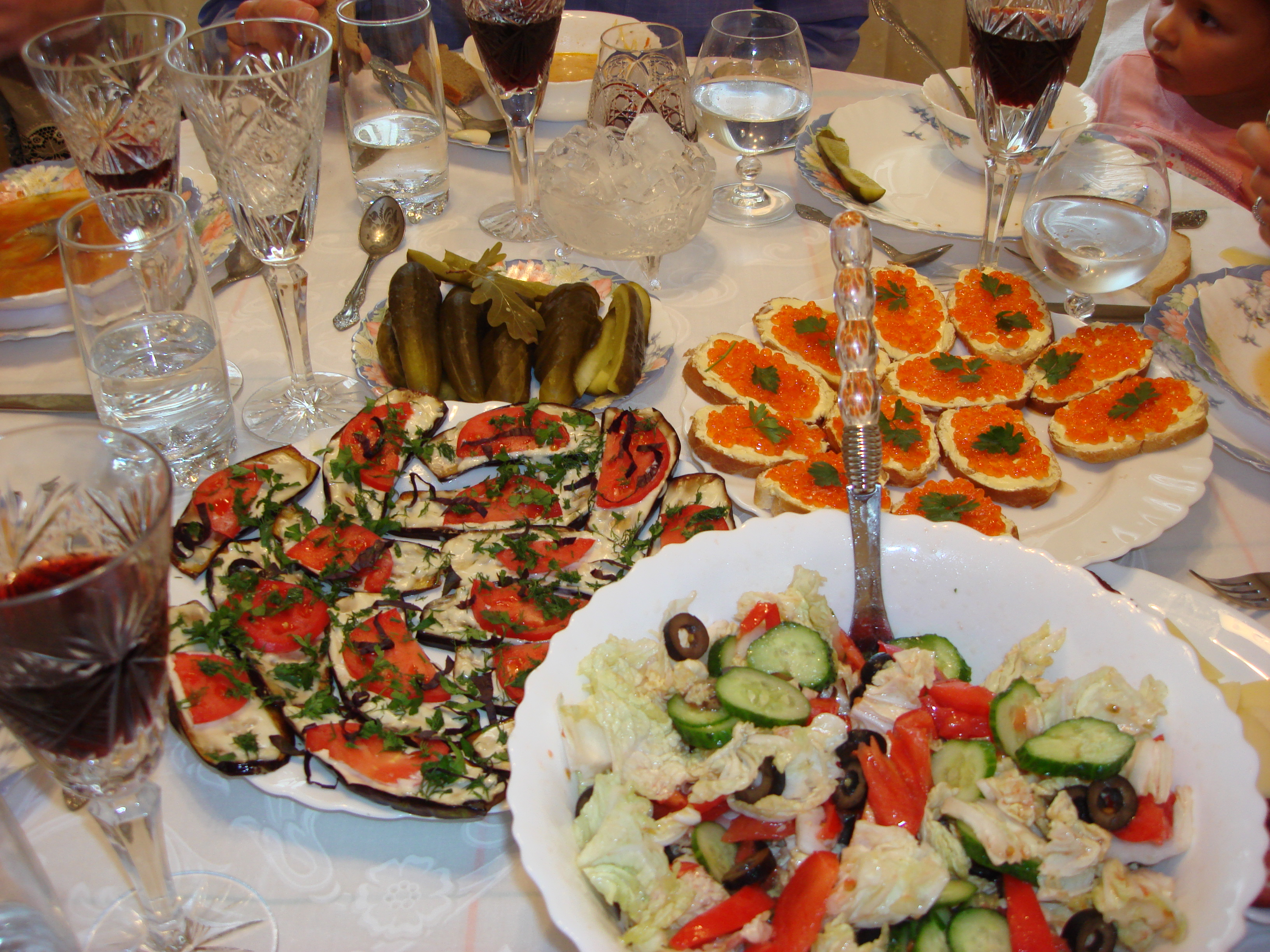
Zakoeski

Zakoeski (Russisch: закуски, meervoudsvorm van закуска, zakoeska) zijn borrelhapjes uit de Russische keuken voor bij de wodka, voordat men aan tafel gaat. Het bestaat veelal uit gerookt of gezouten vlees, gemarineerde of gerookte haring of andere vis, ingelegde groenten zoals augurk en komkommer, knoflook, rauwkostsalade van geraspte wortel of kool, en rode of zwarte kaviaar.